# Ich stu i ona jedna
Ich stu i ona jedna (ang. One Hundred Men and a Girl) – amerykański film z 1937 roku w reżyserii Henry'ego Kostera.

## Obsada
- Deanna Durbin jako Patricia "Patsy" Cardwell
- Adolphe Menjou jako John Cardwell
- Leopold Stokowski jako on sam
- Eugene Pallette jako pan John R. Frost
- Alice Brady jako pani Frost
- Alma Kruger jako pani Tyler
- Mischa Auer jako Michael Borodoff
- Billy Gilbert jako właściciel garażu
- Jed Prouty jako Tommy Bitters
- Jack Smart jako portier
- Frank Jenks jako taksówkarz
- Gerald Oliver Smith jako Stevens, lokaj
- Jack Mulhall jako Rudolph

## Nagrody i nominacje
| Nazwa nagrody | Wygrane                              | Nominacje |
| ------------- | ------------------------------------ | --- |
| Oscar         | 1938 Najlepsza muzyka Charles Previn | 1938 Najlepszy film wytwórnia Universal Pictures Najlepsze oryginalne materiały do scenariusza Hanns Kräly Najlepszy dźwięk Homer G. Tasker Universal Pictures SSD Najlepszy montaż Bernard W. Burton |